# Mitsu.J
Mitsu.J（ミツジェイ、1976年4月23日 - ）は、日本の作曲家、編曲家、音楽プロデューサー、ディレクター、ギタリスト、ベーシスト。東京都出身。Digz, Inc. Group所属。

## 概説
Digz, Inc. Groupに所属しており、かつDigzクリエイターズカレッジのトレーナーも務めている。ロサンゼルスの音楽大学・Musicians Instituteに2年間留学した経験を持ち、帰国後に東京都内を中心にギタリストとしてライブ活動をしながら音楽プロデューサー、編曲家の業務にも邁進。ギターを絡めたアンプラグドサウンドからエレクトロまで、その時々のサウンドを反映させた幅広いジャンルの楽曲を制作。海外作家とのコライトによる書き下ろし制作も行っている。ボーカルディレクションに於いては、細かいピッチ感よりもニュアンスを生かした歌録りとテイク選びを重視している。

## 提供作品
- T2U
  - 「I LOVE YOU」（編曲）
- HANDSIGN
  - 「この手で奏でるありがとう」（編曲）
- 倖田來未
  - 「ScREaM」（『DNA』収録曲、作曲・ギター）
- EXILE
  - 「24karats GOLD SOUL」（ギター）
- D.Y.T
  - 「Get Up」（編曲）
- FlowBack
  - 「イケナイ太陽」（『SUMMER TRIP』収録曲、ボーカルプロデュース）
  - 「SUMMER SONG」（『SUMMER TRIP』収録曲、プロデュース）
- 大原櫻子
  - 「夏のおいしいところだけ」（『Enjoy』収録曲、編曲）
- DEAN FUJIOKA
  - 「Echo」（作曲・編曲・ボーカルプロデュース・プログラミング）
  - 「Let it snow!」（編曲・ボーカルプロデュース）
- 宮野真守
  - 『MAMORU MIYANO presents M&M THE BEST』収録曲
    - 「BREAK IT!」「passage,」（ギター）
    - 「SHOUT!」（ベース）
- 内田雄馬
  - 「NEW WORLD」（ボーカルディレクション、エレクトリック・ギター）
- EXILE THE SECOND
  - 「日昇る光に〜Pray for Now〜」（『Highway Star』収録曲、作曲&トラックプロデュース(Dirty Orangeとの共作)・ギター）
- 板野友美
  - 「Just as I am」（作曲 (Dirty Orangeとの共作)・ギター）
- JUJU
  - 「Let It Flow」作曲（HIROとDirty Orangeとの共作）・ギター
- UP10TION
  - 「In the dream」ボーカルプロデュース
  - 「FEEL SO RIGHT!」ボーカルプロデュース
- NGT48
  - 「僕の涙は流れない」編曲
- Qバスターヘッド（CV:下野紘）
  - 「D-Judgement」ボーカルプロデュース

他多数